# دیوید لیچ
دیوید لیچ (انگلیسی: David Leitch) (متولد ۱۶ نوامبر ۱۹۷۵) کارگردان فیلم، تهیه‌کننده فیلم، بازیگر و بدل‌کار آمریکایی که اولین کارگردانی خود را در فیلم اکشن جان ویک در سال ۲۰۱۴ با چاد استاهلسکی انجام داد، اگرچه فقط به استاهلسکی اعتبار داده شد. و نامی از لیچ در تیتراژ فیلم ذکر نشد، سپس فیلم بلوند اتمی در سال ۲۰۱۷ با بازی شارلیز ترون و فیلم ددپول ۲ را در سال ۲۰۱۸، با بازی جاش برولین و رایان رینولدز را کارگردانی کرد.  لیچ در سال ۲۰۱۹، فیلم هابز و شاو را کارگردانی کرد که برگرفته از فرانچایز سریع و خشن است.
او کارش را با بدل‌کاری در فیلم هدف دقیق شروع کرد. وی برای برد پیت پنج بار و برای ژان کلود ون دام دو بار بدل‌کاری کرده‌است.

## فیلم‌شناسی
- اعترافات یک ستاره اکشن (۲۰۰۵) - (نویسنده و بازیگر)
- جان ویک (۲۰۱۴) - (تهیه‌کننده و همیار کارگردان)
- بلوند اتمی (۲۰۱۷) - (اولین کارگردانی)
- ددپول ۲ (۲۰۱۸) - (کارگردان)
- هابز و شاو (۲۰۱۹) - (کارگردان)
- هیچ‌کس (۲۰۲۰) - (تهیه‌کننده)
- قطار سریع‌السیر (۲۰۲۲) - (کارگردان)
- شب خشونت‌آمیز (۲۰۲۲) - (تهیه‌کننده)
- فال گای (۲۰۲۴) - (کارگردان)
- با عشق (۲۰۲۵) - (فقط تهیه‌کننده)
- هیچ‌کس ۲ (۲۰۲۵) - (تهیه‌کننده)
- بالرین اودرایو (۲۰۲۶) - (تهیه‌کننده)
- چطوری میشه یه بانک زد (۲۰۲۶) - (کارگردان و تهیه‌کننده)